# Corda del timpano
Il nervo corda del timpano è un ramo del nervo facciale (VII nervo cranico) che si origina da quest'ultimo all'interno del canale facciale, proprio prima che il nervo facciale esca dal cranio attraverso il forame stilo-mastoideo.
Serve il palato nella parte anteriore della lingua, attraversa l'orecchio medio, e porta i messaggi del gusto al cervello.
La corda del timpano è parte di uno dei tre nervi cranici che sono coinvolti nel gusto. Il sistema del gusto prevede un complesso circuito di retroazione, con ogni nervo capace di agire in senso inibitorio sui segnali provenienti dagli altri nervi. La corda del timpano sembra esercitare un'influenza inibitoria particolarmente forte sugli altri nervi del gusto, così come sulle fibre del dolore nella lingua. Quando la corda del timpano è danneggiata, la sua funzione inibitoria è interrotta, il che porta ad una minore inibizione dell'attività degli altri nervi.

## Fibre nervose
La corda del timpano veicola due tipi di fibre nervose dalla loro origine, con il nervo facciale verso il nervo linguale che trasporta verso le loro destinazioni:
- Speciali fibre sensoriali che trasportano sensazioni gustative dai due terzi anteriori della lingua.
- Fibre presinaptiche parasimpatiche al ganglio sottomandibolare, che forniscono innervazione
  - secretomotoria a due ghiandole salivari, la ghiandola sottomandibolare e la ghiandola sublinguale.
  - vasomotoria ai vasi sanguigni della lingua dei quali, se stimolato, causa una dilatazione.

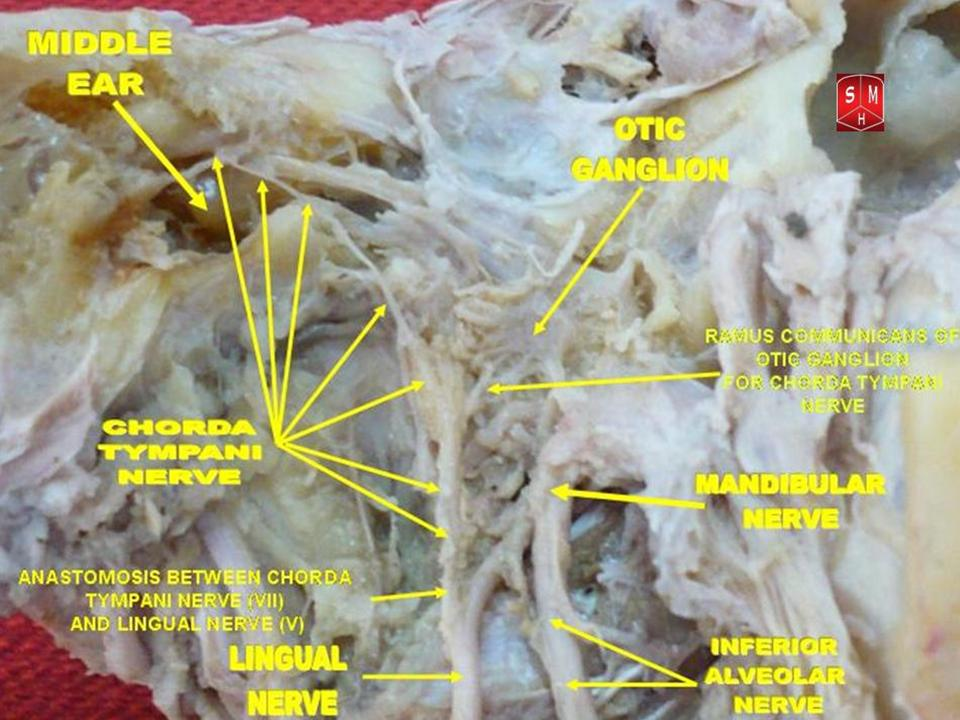
Nervo corda del timpano

## Decorso
Il nervo entra nel cranio attraverso il meato acustico interno, più precisamente attraverso il quadrante anterosuperiore, come parte del nervo facciale, poi si distacca da esso e viaggia attraverso l'orecchio medio, dove si porta da dietro verso l'avanti attraverso la membrana timpanica. Quindi passa tra il martello e l'incudine, sulla superficie mediale del collo del martello.
Il nervo continua attraverso la fessura petrotimpanica, dopo di che emerge dal cranio nella fossa infratemporale. Ben presto si fascicola con il più grande nervo linguale, un ramo del nervo mandibolare.
Le fibre del nervo corda del timpano viaggiano con quelle del nervo linguale fino a raggiungere il ganglio sottomandibolare. Qui, le fibre pregangliari parasimpatiche della corda del timpano stabiliscono un contatto sinaptico con i neuroni postgangliari che innervano le ghiandole salivari sottomandibolare e sottolinguale. Inoltre, fibre sensoriali gustative si estendono dalla corda del timpano verso i 2/3 anteriori della lingua, sempre correndo lungo il nervo linguale.

## Immagini aggiuntive

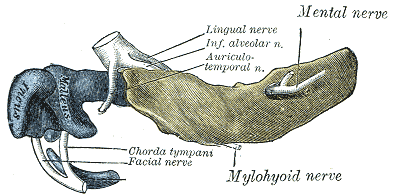
Mandibola di embrione umano. lunghezza 24 mm. Aspetto esterno.
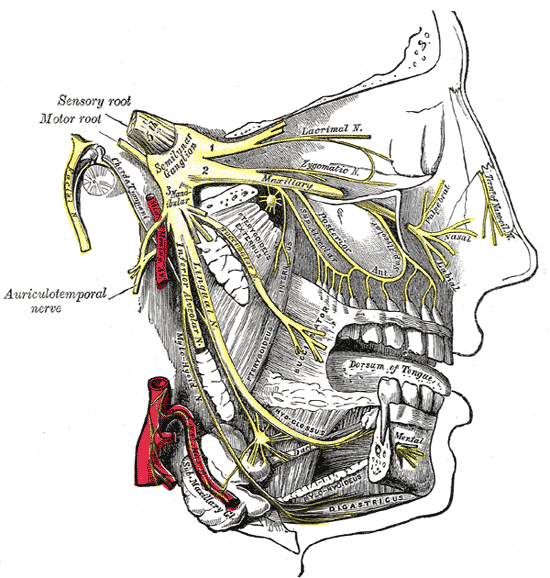
Distribuzione dei nervi mascellare e mandibolare, e il ganglio sottomascellare.
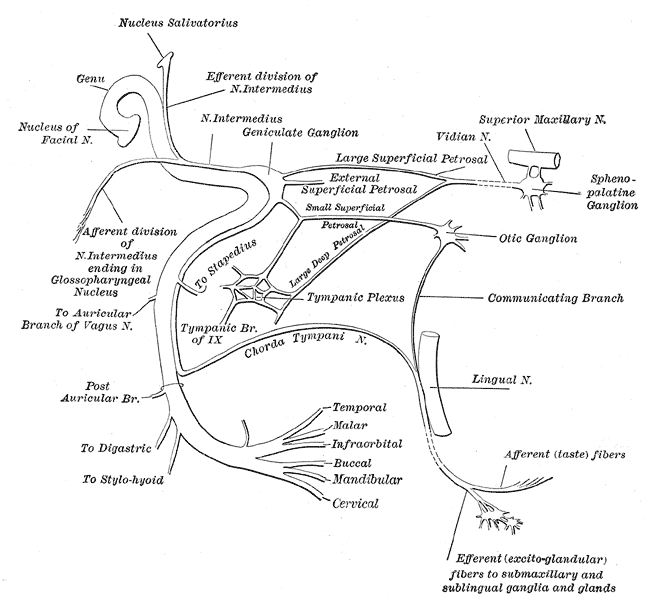
Pianta del decorso dei nervi facciali ed intermedi e le loro comunicazioni con altri nervi.
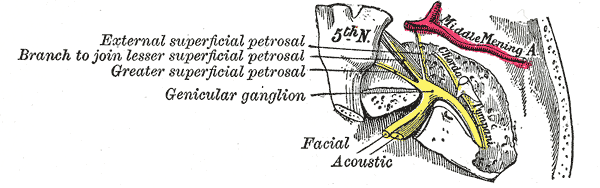
Decorso e connessioni del nervo facciale nell'osso temporale.
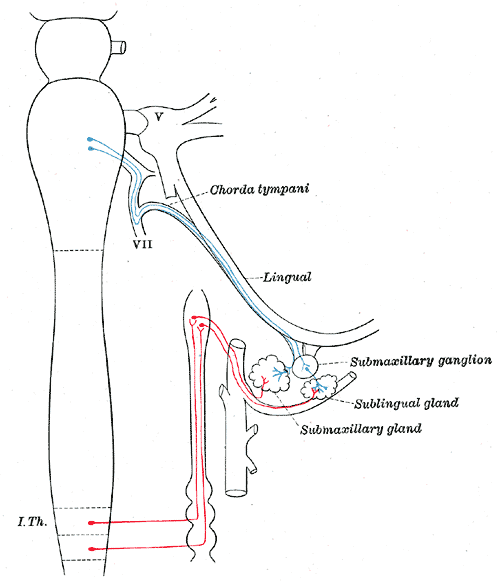
Collegamenti  del simpatico dei gangli sottomascellari e cervicale superiore.
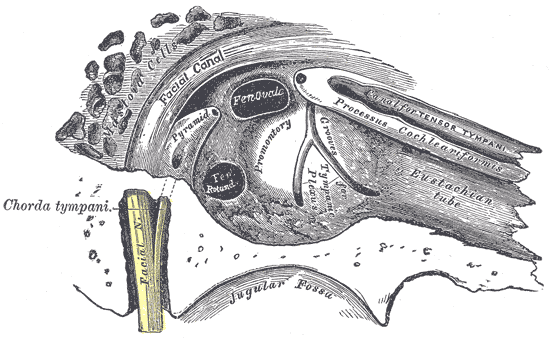
Veduta della parete interna del timpano (allargata)
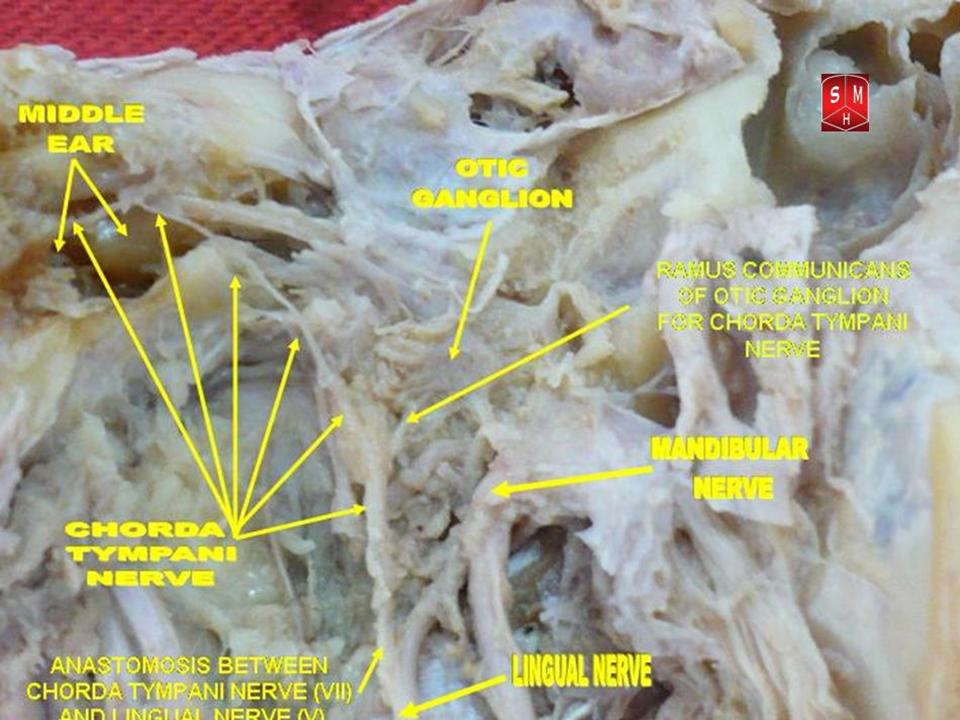
Dissezione del nervo corda del timpano.